# 中国 (映画)
『中国』（ちゅうごく、イタリア語: Chung Kuo, Cina）は、1972年にミケランジェロ・アントニオーニ監督によって製作された、イタリアのドキュメンタリー映画。

## 概要
中華人民共和国の文化大革命期である1972年、ミケランジェロは中華人民共和国に関するドキュメンタリー映画を監督するよう毛沢東の妻江青から要請された。彼は北京、南京、蘇州、上海、河南などを8週間に渡って旅し、一般的な中国人をモチーフにした作品を作った。しかし、中国政府にとって都合の悪い描写も含まれていたため、毛沢東夫妻の反発を受け、映画が中国で日の目を見たのは30年後のことであった。

## 関連事項
- 文化大革命
- 中国の人権問題